# 斯特恩斯縣
斯特恩斯縣（英語：Stearns County）是美國明尼蘇達州中部的一個縣。面積3,600平方公里。根據美國2000年人口普查，共有人口133,166人。縣治聖克勞德 (St. Cloud)。
成立於1855年2月20日，縣名原來紀念華盛頓準州州長伊薩克·史蒂文斯，但由於文書錯誤變成了查爾斯·T·斯特恩斯 （Charles Thomas Stearns）——當地一位政治人物。